# Learning Content Management System
LCMS (Learning Content Management System) je systém, který slouží k vývoji e-learningových kurzů 
a současně řeší týmový proces vytváření a údržby kurzů, který zahrnuje didaktické zpracování, tvorbu, sdílení, distribuci a změny obsahu za spolupráce znalců obsahu, didaktických pracovníků, tvůrců médií a programátorů.
Mezi běžné funkce LCMS patří:
- plnohodnotná tvorba obrazovek kurzu za použití formátovaného textu a grafiky
- podpora vkládání řady typů multimedií (obrázky, animace, videa, zvuky, simulace) známých formátů, měnění jejich vlastností a programování jejich interakcí s okolím
- podpora výukových strategií e-learning
- prostředky pro programování reakcí na uživatelovo aktivity, pohyb a změny vlastností objektů, vytváření simulací
- týmový proces tvorby a úprav obsahu
- správa a znovu používání obsahu, sdílení, verzování, zamykání obsahu a zdrojů
- dekompozice a kompozice obsahu na výukové objekty libovolného rozsahu

Ve světě jsou používané například:
- Total LCMS
- Saba Learning Suite
- Plateau LCMS

V ČR je rozšířený systém iTutor LCMS
e-learningové kurzy vyvíjené pomocí LCMS jsou poté většinou řízeny a studovány v LMS. Obsah a řídící systém by měly být důsledně odděleny. Jejich vzájemná interakce by měla probíhat pouze na základě otevřeného e-learningového standardu jako je SCORM či AICC.